# Mike Gizzi
Mike Gizzi, né le 16 septembre 1975 à Philadelphie, en Pennsylvanie, est un ancien joueur américain de basket-ball. Il évoluait au poste d'ailier. 